# 14088 Ancus
14088 Ancus è un asteroide della fascia principale. Scoperto nel 1997, presenta un'orbita caratterizzata da un semiasse maggiore pari a 2,2804893 UA e da un'eccentricità di 0,0895968, inclinata di 2,95044° rispetto all'eclittica.
Prende il suo nome da Anco Marzio, quarto re di Roma.